# Aparat de gimnastică

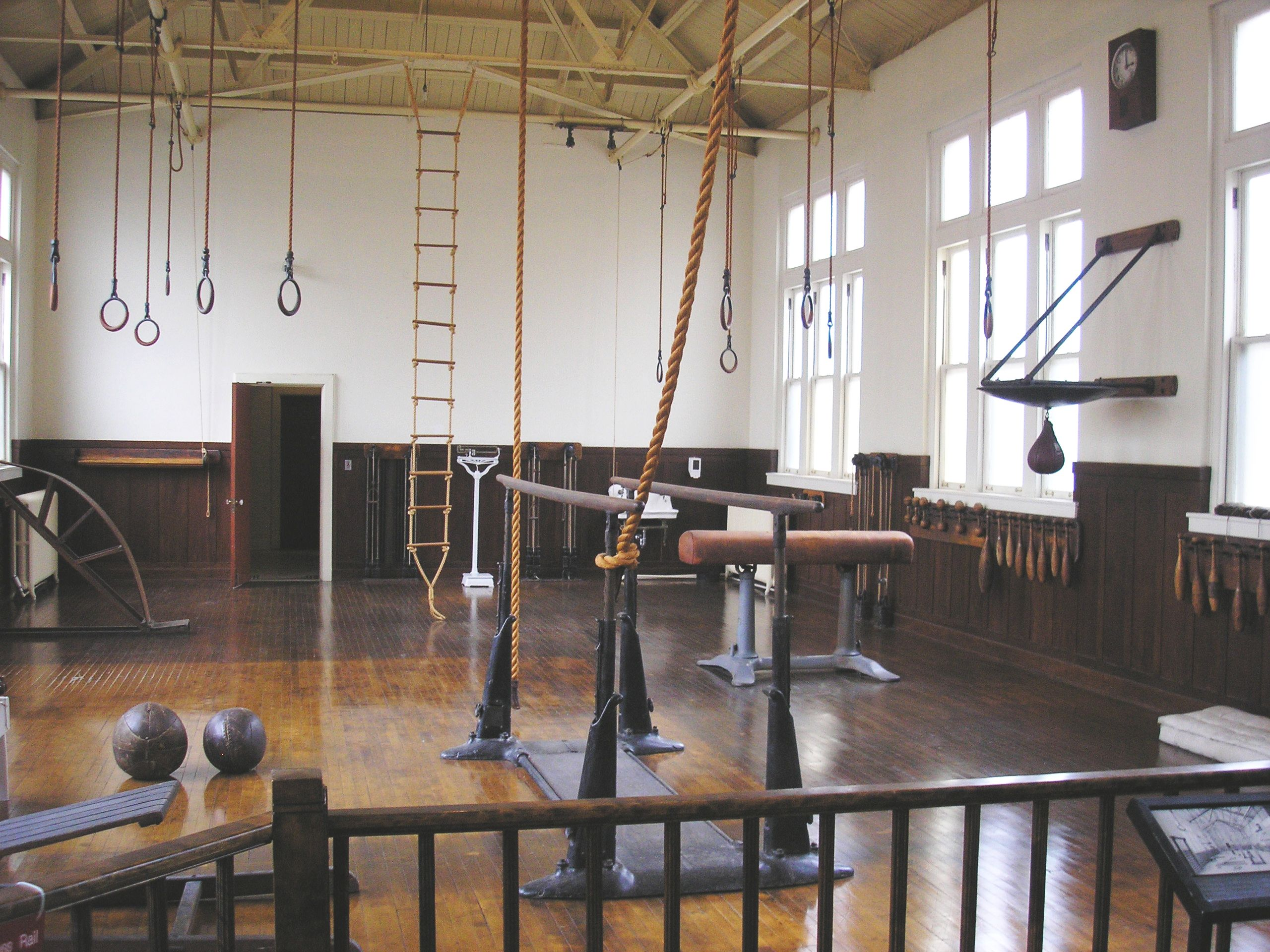
Aparate de gimnastică

Aparatele de gimnastică sunt obiecte de diferite forme de construcție dintr-o sală de sport, care servesc la executarea unor exerciții de gimnastică.